# Аутокатализа
Аутокатализа је појава да неки производ који се ствара при некој рекацији убрзава сам процес те реакције.Катализа при којој су сами катализатори производи хемијске реакције. За скуп хемијских реакција може се рећи да су "колективно аутокаталитички" ако један број тих реакција производи катализаторе довољне количине других реакција које цео скуп хемијских реакција самоодрживо даје унос енергије и молекули хране.
- аутокатализа
- хемијске реакције
- аутокатализне реакције
- прави примери

## Хемијске реакције
Хемијска реакција два реактанта и два производа може се написати помоћу грчког алфабета и великих латиничних слова.Где су грчка слова стехиометријски коефицијенти, а велика латинична слова представљају хемијске врсте. Хемијска реакција теку и у правцу кретања према напред и назад. Ова једначина се лако генералише на било који број реактаната, производа и реакција.

## Аутокатализне реакције
Ова реакција је она у којој молекул врсте А делује у интеракцији са молекулом врсте Б. Молекул А се претвара у молекул Б. Коначни производ се састоји од оригиналног молекула Б плус Б молекула створеног у реакцији.
Кључна карактеристика ових једначина је да су нелинеарне; други израз на десној страни варира као квадрат концентрације Б. Ова карактеристика може довести до више фиксних тачака система, баш као што квадратна једначина може имати више корена. Вишеструке фиксне тачке омогућавају више стања система. Систем који постоји у више макроскопских стања уреднији је (има нижу ентропију) од система у једном стању.
Концентрације А и Б варирају у зависности од времена.
График за ове једначине је сигмоидна кривуља (тачније логистичка функција), што је типично за аутокаталитичке реакције.Ове хемијске реакције полако се одвијају у старту (индукцијски период), јер је присутно мало катализатора, брзина реакције се прогресивно повећава, реакција се наставља како се повећава количина катализатора, а затим се поново успорава како концентрација реактанта опада. Ако концентрација реактаната или производа у експерименту следи сигмоидну кривуљу, реакција може бити аутокатализна.
Ове кинетичке једначине се примењују на пример за хидролизу неких естера катализовану киселином до карбоксилних киселина и алкохола.За покретање катализираног механизма прво мора бити присутна барем нека киселина; ако не, реакција мора започети алтернативним некатализираним путем који је обично спорији.

## Прави примери
Стварни примери реакција сата су реакција Белоусов-Жаботински (БЗ реакција), Бриггс-Раусцхерова реакција, реакција Браи-Лиебхафски и реакција јодног сата. То су осцилаторне реакције, а концентрација производа и реактаната може се апроксимирати у смислу пригушених осцилација.
Најпознатија реакција, БЗ реакција, може се створити мешавином калијум бромата (KBrO3), малонске киселине (CH2(COOH)2) и манган-сулфата (MnSO4) који је припремљен у загрејаном раствору са сумпорном киселином (H2SO4) као растварач.